# Egyházasharaszti
Egyházasharaszti  (németül: Harsting) község Baranya vármegyében, a Siklósi járásban.

## Fekvése
A vármegye déli részén fekszik, Siklóstól dél-délkeletre, Siklósnagyfalu és Alsószentmárton között. Közúton e két település valamelyikének érintésével közelíthető meg, az 5709-es úton; zsáktelepülésnek tekinthető déli szomszédjával, Olddal az 57 122-es számú mellékút köti össze.

## Története
A falu neve is arra utal, hogy már nagyon korán volt temploma, a haraszt pedig tölgyerdőre utal. Már a bronzkorban is lakott település volt, 1294-es iratok alapján fontos helynek mondják, ahól hadiút haladt át. A régi magyarok által lakott település a török időkben is lakott maradt, 1840-ben már 600 lakosa volt és 1837-től van iskolája.
Címerében farkast, a farkas szájában süllőt látni, a címeren három templom látható, amelyek a három ősi település, Baksi (farkas), Süllőd (hal), Haraszti (tölgyerdő) jelképezi.
2005 augusztusában kutatófúrást végeztek az egykori patakmalom környékén, ahot 37,5 °C-os termálvizet találtak, de újabb feltárások engedélyezése folyik, melynek eredményeként még forróbb vizek feltárására számítanak. Így egy nagyszabású, az idegenforgalmat is vonzó termálprogram körvonalazódik, mely nem csak a nehéz helyzetben lévő falú, de az 5 km távolságban lévő Siklós jövőképét is  átformálhatja. Megvalósításához uniós pályázati pénzekkel is számolnak.

## Közélete

### Polgármesterei
- 1990–1994: Horváth Pálné Mellár Ilona (független)[3]
- 1994–1998: Horváth Pálné (független)[4]
- 1998–2002: Vida Dezső (független)[5]
- 2002–2006: Vida Dezső (független)[6]
- 2006–2010: Vida Dezső Zoltán (független)[7]
- 2010–2014: Vida Dezső Zoltán (független)[8]
- 2014–2019: Vida Laura Ildikó (Fidesz-KDNP)[9]
- 2019–2024: Vida Laura Ildikó (Fidesz-KDNP),[1] később Despotovic Laura[10][11]
- 2024– : Despotovic Laura Ildikó (független)[12]

## A népesség alakulása
A helyi önkormányzat adatai szerint:
| Év    | Lakosok száma |
| ----- | ------------- |
| 1920. | 498 fő        |
| 1970. | 465 fő        |
| 1991. | 381 fő        |
| 2001. | 380 fő        |
| 2006. | 330 fő        |

| Lakosok száma | 301  | 306  | 282  | 310  | 301  | 325  | 318  | 324  |
|               | 2013 | 2014 | 2015 | 2019 | 2021 | 2022 | 2023 | 2024 |

A 2011-es népszámlálás során a lakosok 53,3%-a magyarnak, 10,9% cigánynak, 1,3% horvátnak, 0,3% románnak mondta magát (46,1% nem nyilatkozott; a kettős identitások miatt a végösszeg nagyobb lehet 100%-nál). A vallási megoszlás a következő volt: római katolikus 31,9%, református 12,2%, evangélikus 0,7%, görögkatolikus 0,3%, felekezeten kívüli 8,9% (45,7% nem nyilatkozott).
2022-ben a lakosság 72,9%-a vallotta magát magyarnak, 23,1% cigánynak, 0,3% bolgárnak, 0,6% egyéb, nem hazai nemzetiségűnek (2,62% nem nyilatkozott; a kettős identitások miatt a végösszeg nagyobb lehet 100%-nál). Vallásuk szerint 44,9% volt római katolikus, 11,4% református, 0,9% evangélikus, 0,3% görög katolikus, 1,5% egyéb katolikus, 9,2% felekezeten kívüli (31,7% nem válaszolt).

## Oktatás
A helyi általános iskolába 2017/2018-as tanévben 108 diák járt.

## Nevezetességei
- Termálvíz